# Південно-Східна Анатолія
Південно-Східна Анатолія (тур. Güneydoğu Anadolu) — один з семи географічних районів Туреччини. Охоплює території від південного боку Південних Тавр до кордону з Сирією. Межує на сході та півночі з Східноанатолійським регіоном, на заході — з Середземноморським регіоном, а на півдні — з Сирією та короткою ділянкою — з Іраком.
Південно-Східна Анатолія є одним із найрівнинніших регіонів Туреччини. Регіон має багату кулінарну культуру з м'ясними та пряними стравами.

## Провінції
Південно-Східна Анатолія має 9 провінцій:
- Газіантеп
- Діярбакир
- Шанлиурфа
- Батман
- Адияман
- Сіірт
- Мардін
- Кіліс
- Ширнак

## Географія

### Рельєф
У північній частині регіону простягається другий складчастий гірський пояс разом із південними схилами гірського ланцюга Тавр. У центрі регіону розташований згаслий вулкан Караджадаг висотою 1952 м. На заході регіону виділяються гори Картал, які здіймаються над плато Газіантеп. Углиб регіону клімат стає все більш континентальним.
На захід від Караджадагу розташовані родючі рівнини Харран, Суруч, Джейланпинар і Біреджик. Басейн Діярбакиру, який формується навколо річки Тигр та її приток, також має дуже родючі землі. Тигр витікає численними притоками з південних схилів Південно-Східного Тавру. До рівнин Діярбакиру належать також Бісміль, Чинар, Сільван, Ергані, Чермік, Коджакой і прибережна рівнина Егіль.
Плато Шанлиурфи, Газіантепа та Адиямана, розташовані на захід від Караджадагу, глибоко розсічені річкою Євфрат та її притоками. У межах регіону річка живиться невеликими притоками з гір Тавр і Карадаг. Тигр і Євфрат впадають у Перську затоку. Східна частина Караджадагу має більш горбистий рельєф. На півдні цього регіону розташоване підвищення Мардін-Мідьят.
У регіоні немає природних озер. Проте на Євфраті й Тигрі створені водосховища, зокрема друге за величиною в Туреччині — водосховище Ататюрка, яке розташоване в межах цього регіону.

## Клімат
У районі Тигру переважає континентальний клімат. Літо тут дуже спекотне й сухе, а зима холодна. У високогірних районах узимку випадає сніг. Температура в зимовий період опускається нижче 0 °C. Річна кількість опадів становить 500—600 мм.
У районі Середнього Євфрату панує середземноморський клімат із жарким і посушливим літом та м'якою і дощовою зимою. У порівнянні з районом Тигру, зими тут тепліші — середня температура взимку рідко опускається нижче 0 °C. Найбільше опадів випадає взимку. Середня річна кількість опадів становить 700 мм. У літній період опади зменшуються, а температура підвищується, що посилює посуху. Починаючи з східного узбережжя Євфрату клімат поступово стає континентальним.

## Економіка
З географічної точки зору, Газіантеп та Діярбакир є воротами до Південно-Східного Анатолійського проєкту (GAP), а також становлять основу його розвитку завдяки своїй промисловості та обсягам торгівлі. Вони економічно впливають на 16 навколишніх провінцій. Навколо Діярбакиру спостерігається значний економічний розвиток.

## Рослинність
Природна рослинність регіону — це степи. У порівнянні зі степами Центральної Анатолії, вони значно бідніші. Значну площу займають антропогенні (вторинні) степи. У Південно-Східній Анатолії, яка є регіоном із найменшою лісистістю в Туреччині, навіть наявні ліси переважно знищені.

## Сільське господарство і тваринництво
Окрім міста Газіантеп, економіка регіону базується переважно на сільському господарстві й тваринництві. Великі рівнини створюють сприятливі умови для землеробства, але сильна літня посуха негативно впливає на врожаї. У регіоні зустрічаються дуже родючі ґрунти типу лесу. Найвідомішою сільськогосподарською культурою є фісташки (антепські), які переважно вирощуються саме тут. Також вирощують мигдаль, пшеницю, бавовну, льон, кунжут, нут, оливки, інжир, кавуни та червону сочевицю. Основний напрямок тваринництва — дрібна рогата худоба (вівці, кози), у меншій кількості — велика рогата худоба. У Діярбакирі створено першу в Туреччині спеціалізовану організовану зону для тваринництва.
У регіоні Середнього Євфрату активно вирощують фісташки, а в районі Газіантепа — як фісташки, так і оливки. Оливки з Нізіпа — місцевий сорт, характерний саме для цього регіону.